# Claude Boivin (administrateur)
Claude Boivin (1934 - ) est un homme d'affaires et administrateur québécois.
Il a fait carrière à Hydro-Québec où a gravi les échelons, accédant au poste de Directeur de la région Saint-Laurent et à différentes vice-présidences. Il a exercé les fonctions de président et chef de l'exploitation du 8 août 1988 jusqu'à son départ à la retraite en 1992. Depuis, il siège à plusieurs conseils d'administration, dont ceux de CGI, Tembec, Cognicase, Héroux-Devtek et Fiducie Boralex énergie,.